# 漢弗萊勞埃德山
漢弗萊勞埃德山（英語：Mount Humphrey Lloyd），是南極洲的山峰，位於維多利亞地的博克格雷溫克海岸，處於托爾斯冰川和曼豪爾冰川之間，屬於阿德默勒爾蒂山脈的一部分，海拔高度2,975米，在1841年由詹姆斯·克拉克·羅斯率領的英國探險隊發現，現時由南極條約體系管理。